# Агукання
Агу́кання — стадія домовленнєвого розвитку дитини, яка слідує за криком і передує лепету. Триває приблизно з 2—3 до 5—7 місяців життя.
В україномовних Інтернет-джерелах в цьому значенні іноді трапляється слово «гуління», але воно є, скоріш за все, спонтанним росіянізмом. Слід мати на увазі, що для слова гулити старі українські словники фіксують значення «вабити», «спокушати», «дурити обіцянками», а зовсім не «агукати», тому укр. гуління і рос. гуление можна розглядати як міжмовні омоніми.

## Опис
Агукання являє собою протяжні неголосні співучі звуки або склади — як правило, ці ланцюжки голосних, близьких до /а/, /у/, /и/, часто в сполученні з приголосними /г/, /м/.
Початковий період агукання іноді називають «гуканням» — це більш короткі й відривчасті вокалізації (типу /гу/, /га/, /у/, /ка/). В англомовній термінології поширена назва cooing чи gooing — вона також відбиває переважання велярних звуків у даному типі вокалізацій.
Пізніший період агукання (ближче до 4 місяців) відомий як «свиріль» — це вимовляння ланцюжка звуків каскадом
Агукання має спонтанний характер і проявляються в дитини в стані спокійного неспання, частіше за все в присутності дорослих. Нерідко вони супроводжуються усмішкою і першим сміхом.
У різних народів діти агукають практично однаково, незалежно від мовного оточення. Але, як показують експериментальні дослідження, вже на 6 місяць дитячі звуки починають нагадувати саме звуки мови дорослих. Діти з уродженою глухотою також проходять стадію агукання (і початкову стадію лепету).